# Aquitània
|  | Per a altres significats, vegeu «Aquitania». |

Aquitània (en francès i oficialment: Aquitaine; occità gascó: Aquitània [akiˈtanjɔ], basc: Akitania; poiteví-saintongès: Aguiéne) és una regió històrica i país al sud-oest de França, i una antiga regió administrativa, dins del territori d'Occitània (part de Gascunya, el Bearn) i l'Iparralde. Comprèn els departaments de Dordonya, Gironda, Landes, Olt i Garona i Pirineus Atlàntics. La capital és Bordeus. El mot Aquitània prové del llatí Aquitainia, derivat de dues arrels precèltiques, que volen dir "proper al mar". La regió desaparegué administrativament per la creació de la regió de Nova Aquitània (Nouvelle-Aquitaine) l'any 2014. El gentilici és aquità o aquitanès.

## Història
Antigament va ser un ducat que comprenia la Septimània i Gòtia, a partir del 781, i després un regne erigit per Pipí, fill de Lluís el Pietós, que més tard derivà en ducat. Per la successió feudal va passar al Regne d'Anglaterra i finalment va retornar al Regne de França.

### Província romana i alta edat mitjana
La regió apareix al començament de la història poblada per tribus que segurament eren d'origen iber (relacionades amb els vascons), però anomenades simplement aquitanes. Eren unes trenta i entre elles hi havia les següents:
- Consorani (Coserans)
- Camponi (Campons)
- Bigerriones (Bigorra)
- Iluronensi (Auloron)
- Benarnensi (Bearn)
- Tarbelli (Tarba, Dacs)
- Tarusates o Aturenses (Aire)
- Sotiates (Sòs)
- Elusates (Eusa)
- Ausci (Auch)
- Vasates (Vasats)
- Convenae (Comenge)

Juli Cèsar va encarregar a Crasus de sotmetre Aquitània. A la batalla de Sòs els sotiats foren derrotats. Crasus va continuar la seva feina i va dominar el país. El 27 aC la Gàl·lia es va dividir en tres províncies: la Gàl·lia Aquitània (amb capital a Burdigala, l'antiga Bordeus), la Gàl·lia Celta i la Gàl·lia Belga.
Al segle ii la part sud de la província es va convertir en la província de Novempopulània (més tard Aquitania Tertia) separada de la resta de la Gàl·lia Aquitània. La resta es va dividir vers el 370 en dues províncies: Aquitania Prima (al nord-est, amb capital a Bourges) i Aquitania Secunda (al nord-oest, amb capital a Burdigala, l'antiga Bordeus).
El 297 Dioclecià va dividir la Gàl·lia en 120 ciutats repartides en 17 províncies. La Novempopulania tenia 12 ciutats.
Ocupada pels visigots el 412 el rei Walia (415-418) es va fer reconèixer senyor de l'Aquitània Secunda per l'emperador Honori. A la caiguda de l'Imperi Romà tota la regió passa a formar part del regne dels visigots amb capital a Tolosa 460. El 507 els visigots foren derrotats en la batalla de Vouillé pels francs i perderen la regió.

### La conquesta d'Aquitània pels bascons i l'inici del ducat de Gascunya
El 511 el tron visigot havia estat disputat al jove Amalaric (tutelat pel seu avi el rei ostrogot Teodoric el Gran) pel pretendent i això havia liquidar qualsevol pretensió visigoda de recuperar el poder a Aquitània, tot i que els francs encara no n'havien consolidat el control. A partir de l'any 511 Aquitània fou un domini compartit dels quatre fills del rei franc Clodoveu I: Teodoric I de Reims, Clodomir I d'Orleans, Khildebert I de París i Clotari I de Soissons. Mort Clodomir el 524 i Teodoric el 534, el país restà en mans de Khildebert I i Clotari. Foren aquests reis que el 541 van fer una expedició militar a Pamplona i Saragossa, que no va reeixir.
El 517 els francs guerrejaren amb els turingis i el 523 amb els borgonyons, pels quals van ser derrotats (524) amb la mort en combat del rei d'Orleans Clodomir. El 531 Teodoric de Reims i Clotari de Soissons-Orleans van fer la guerra altre cop a Turíngia i alhora Khildebert I de París es va apoderar d'Alvèrnia, que pertanyia a Teodoric, que va haver d'anar precipitadament a la regió per reconquerir-la. Khildebert portava una política expansionista que el va portar també a fer la guerra contra els visigots, als quals va atacar a la Narbonense, atac en què va tenir el suport de Clotari de Soissons-Orleáns. El 532 Teodoric encara estava en guerra contra Turíngia, i Khildebert i Clotari van ocupar la Borgonya. Vers el 533 Teodoric va anar a Aquitània, però va morir el 534 deixant un fill, Teodobert, al qual els seus oncles Khildebert i Clotari van voler arrabassar l'herència; la guerra va acabar malament per als dos reis, que foren derrotats, i Teodobert va conservar els dominis paterns. Khildebert i Clotari es van aliar amb Teodat, rei dels ostrogots, i van reprendre la guerra contra Teodobert el 535, lliurant-se els combats a la regió del Llemosí. L'hostilitat fou permanent, però la guerra fou de curta durada. Totes aquestes guerres van provocar que els bascons del sud dels Pirineus començaren a emigrar cap al nord i s'establiren a Aquitània, en un procés que sembla que fou lent, però continuat al llarg dels anys.
El 555 va morir Teodebald de Reims-Metz, fill i successor de Teodobert. Clotari de Soissons-Orleans es va fer elegir rei de Reims i Metz i es va enfrontar amb son germà Khildebert de París. Un fill de Clotari anomenat Khrame, va aprofitar l'ocasió i amb suport de Khildebert es va revoltar i es va apoderar del Llemosí i del Châlonnais mentre es produïen atacs saxons a l'orient segurament també instigats per Khildebert. La guerra civil va durar fins al 557. Una treva es va establir i poc després, el 558, va morir Khildebert, i el va succeir Clotari que així va reunificar tots els territoris francs. Khrame, espoliat, es va rebel·lar de nou però en no tenir cap suport fou derrotat i assassinat.
Clotari va morir el 561 i llavors es va produir un nou repartiment de territoris. El mateix any es van produir incursions dels àvars que es van reproduir el següent any (562). Dos dels fills de Clotari es van enfrontar aviat en una guerra civil: Khilperic de Soissons va ocupar Reims, que pertanyia a son germà Sigebert que estava combatent als avars. Sigebert va retornar, va recuperar Reims i va marxar contra Soissons; després de diverses incidències es va acordar la pau (563). El 566 es va lliurar una guerra entre Austràsia (Reims) i Borgonya. Caribert de París va morir el 567 i Aquitània es va repartir entre Austràsia, Borgonya i Nèustria (o Soissons). El 568 els austrasians van combatre contra els avars i contra els turingis, i poc després va esclatar un conflicte entre Austràsia i Nèustria (o Soissons), i aquesta darrera va perdre la seva part d'Aquitània en favor d'Austràsia. El 573 i 574 es va lliurar una nova guerra entre Austràsia i Nèustria. Durant el seu regnat Khilperic de Soissons (561-584) va lluitar contra els vascons que s'estaven instal·lant a Aquitània i ocupant moltes terres, però les dates precises no són conegudes, i només consten unes referències del poeta i bisbe gal Venanci Fortunat, que diu que el comites de Bordeus, Galactori, els va derrotar quant "encara no havien creuat els Pirineus", és a dir probablement quan encara només formaven grups reduïts d'emigrants i la invasió no havia estat massiva, o almenys limitada tan sols als dos vessants dels Pirineus.
Els reis merovingis en van encarregar l'administració a ducs i el 574 el noble Desideri fou nomenat duc d'Aquitània. El 584, a la mort del rei merovingi Khilperic de Nèustria, el duc Desideri va donar suport a Gondobald, pretès fill de Clotari I (ex rei de Soissons) que estava refugiat a la cort de l'Imperi Romà d'Orient i havia retornat a reclamar els seus drets, i que va obtenir també el de molts altres nobles com Gontrà Bosó, suposat duc d'Alvèrnia; Gondobald es va proclamar rei a Aquitània a la ciutat de Brive, però derrotat a Lugdunum Convenarum la rebel·lió es va acabar i molts dels nobles revoltats van ser executats (Gontrà Bosó va fugir); Desideri va ser perdonat per Fredegunda però a l'any següent va voler ampliar els seus dominis cap a la Septimània visigoda, que s'havia revoltat, i va morir en un combat a Carcassona el 587, i el domini merovingi a Aquitània va començar a desaparèixer.
Sant Gregori de Tours en la seva "Història dels francs" i referint-se l'any 587 diu: "els vascons es van precipitar des de les muntanyes a la plana, tallant les vinyes i destruint els camps, cremant les cases i emportant-se presoners a molts habitants i als seus ramats. El duc Astrovald els va fer la guerra sovint però fou molt petita la venjança que va exercir sobre ells". D'això es desprendria que almenys des del 587 (probablement dels el 582 quant els visigots es van apoderar de part de les terres vascones al sud dels Pirineus) els vascons van baixar a les planes i com que feien presoners als habitants, als que s'emportaven a les muntanyes, la plana devia restar buida la qual cosa afavorí més tard l'assentament dels vascons a la zona, segurament mitjançant un tractat o conveni que els assegurava la possessió de les terres a canvi de parar en els atacs.